# سیارک ۴۱۸۰۰
سیارک ۴۱۸۰۰ (به انگلیسی: 41800 Robwilliams، نامگذاری:2000WM19) چهل و یک هزار و هشتصدمین سیارک کشف شده‌است که در ۲۵ نوامبر ۲۰۰۰ کشف شد.